# Tjörn Runt

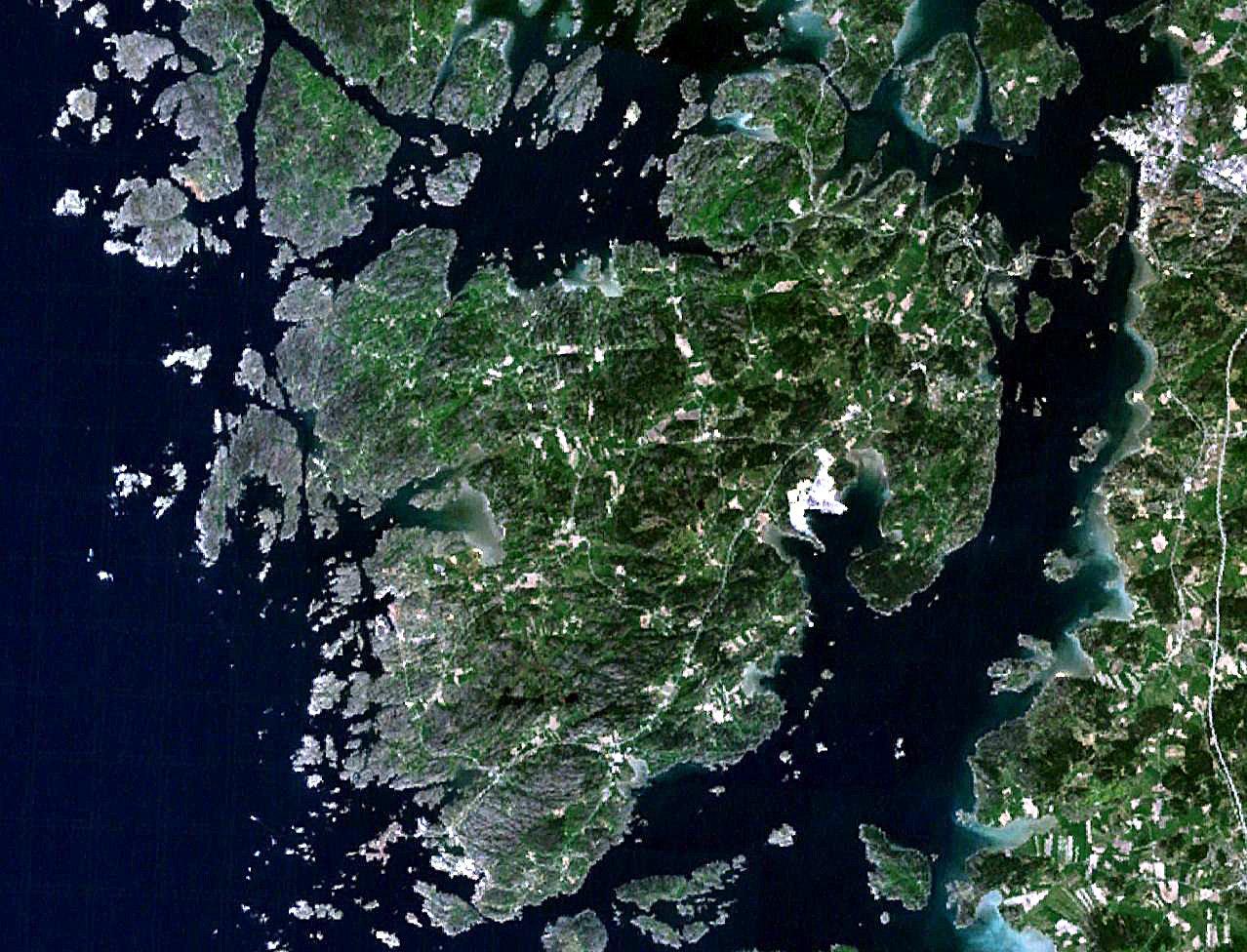
Satellitbild av Tjörn.

Tjörn Runt är en distanskappsegling runt Tjörn tredje lördagen i augusti varje år sedan 1963 (första året inofficiellt). Tjörn Runt arrangeras av Stenungsunds Segelsällskap. Tävlingen räknas som en av stora kappseglingarna i Sverige och drar alltid många duktiga seglare. Tävlingen följs av en stor publik, då närmaste vägen går spektakulärt nära land och genom "gruset" med det fruktade "Djävulshålet" och genom Kyrkesund.
2012 var 436 båtar anmälda. Detta var en femprocentig uppgång från 2011, men långt från 1980- och 1990-talens cirka 1 000 startande båtar.

## Bana
Historiskt har starten gått strax norr om Tjörnbron på Askeröfjorden och tävlingen gått medsols runt ön med målgång vid Skåpesundsbron, totalt cirka 28 sjömil.
Sedan 2013 går tävlingen istället motsols, med start i Stigfjorden och mål i Askeröfjorden. Detta gjordes 2013 officiellt för att fira tävlingens 50-årsjubileum men verkar nu bli permanent. Samtidigt delades den in i två olika banor, med en kortare bana inomskärs för båtar med SRS-tal upp till 1,200 och en längre bana för båtar med SRS-tal över 1,200. Den kortare banan är i princip kortaste vägen motsols runt Tjörn och är cirka 25 M (nautisk mil) lång. Den längre banan går utanför Härön och utanför och söder om Pater Nosterskären vidare till en boj vid Skallen och därefter norr om Åstol och Stora Dyrön, en sträckning på cirka 34 M. Detta gör också att de större båtarna slipper gå igenom de svåraste trånga passagerna med förhöjd säkerhet som följd.
2014 kommer tävlingen att kompletteras med en tredje, ännu något längre bana för flerskrovsbåtar. De får göra ett extra varv på Hakefjorden, vilket ger en längd på cirka 43 M. De olika banornas olika längd gör att många fler båtar passerar i Hakefjorden ungefär samtidigt, vilket ger en mer publikvänlig avslutning.

## Klasser
Båtarna i Tjörn runt delas in i flertal startgrupper med fallande SRS-tal; snabbare båtar startar alltså före de långsammare. Den exakta klassindelningen varierar från år till år, för att hålla startgrupperna ungefär lika stora (något som flitigt debatterats). 

## Vinnare
| År               | Namn               | Rorsman               | Båttyp             | Segelnr  | Klubb | Land    | Tid      |
| ---------------- | ------------------ | --------------------- | ------------------ | -------- | ----- | ------- | -------- |
| 1964             | Märta              | Urban Bundsen         | Drake              |          |       |         |          |
| 1965             | Märta              | Urban Bundsen         | Drake              |          |       |         |          |
| 1966             | Tuula              | Tommy Lindqvist       | 5.5mR              |          |       |         |          |
| 1967             | Rawaillac          | Sture Lindstedt       | Starbåt            |          |       |         |          |
| 1968             | Bohéme IV          | Eric Lunger           | Mustang            |          |       |         |          |
| 1969             | Nova               | Max Granander         | Soling             |          |       |         |          |
| 1970             | Dubonnét           | Mats Sjögren          | Sjögren 29         |          |       |         |          |
| 1971             |                    | Lars Myrén            | Ohlsson 8:8        |          |       |         |          |
| 1972             | Bufo               | Hans Gustafsson       | Ohlsson 22         |          |       |         |          |
| 1973             | Squash             | Lennart Pettersson    | 606                |          |       |         |          |
| 1974             | Maxikanen          | Lars Wiklund          | Maxi 77            |          |       |         |          |
| 1975             | Minanka            | Christian Höglund     | 606                |          |       |         |          |
| 1976             | Fridolin IV        | Ingvar J:son Krook    | Tempest            |          |       |         |          |
| 1977             | Virrvarr           | John Albrechtson      | Tempest            |          |       |         |          |
| 1978             | Contrast           | Rolf Magnusson        | Contrast 100       |          |       |         |          |
| 1979             | My Guy             | Guy-Christer Lönngren | Guy 22             |          |       |         |          |
| 1980             | Larémi             | Emil Sandberg         | Smaragd            |          |       |         |          |
| 1981             | Luna               | Laila Jansson         | Squib              |          |       |         |          |
| 1982             | Tage               | Klas Jacobson         | Wasa 360           |          |       |         |          |
| 1983             | Holger Eight       | Stefan Sjöström       | Maxi 80            |          |       |         |          |
| 1984             | Larémi             | Emil Sandberg         | Smaragd            |          |       |         |          |
| 1985             | Strykjärnet        | Sven Johansson        | Nordisk Familjebåt |          |       |         |          |
| 1986             | Dynamit            | Claes Oleander        | Dynamic 35         |          | STSS  |         |          |
| 1987             | Entertainer 12     | Thomas Wallin         | 12mR               |          |       |         |          |
| 1988             |                    | Mats Persson          | Soling             |          |       |         |          |
| 1989             | Beat-me            | Michael Collberg      | Albin Express      |          |       |         |          |
| 1990             | Investa            | Bo Erlandsson         | 1-ton              |          |       |         |          |
| 1991             | New Sweden         | Gurra Krantz          | 12mR               |          |       |         |          |
| 1992             | Baracken Åmål      | Bern/Nilsson          | Comfortina 44      |          |       |         |          |
| 1993             | Svetsbolaget       | Michael Collberg      | H-båt              |          |       |         |          |
| 1994             | Martina            | Hans-Åke Karlsson     | Maxi 68            |          |       |         |          |
| 1995             | Team DHL           | Mattias Heiding       | 3/4-ton            |          |       |         |          |
| 1996             | Entertainer        | Thomas Wallin         | 1-ton              |          |       |         |          |
| 1997             | Falken             | Magnus Falk           | Farr 38            |          |       |         |          |
| 1998             | Vänerpärlan        | Mikael Collberg       | H-båt              |          |       |         |          |
| 1999             | Kittylou           | Pontus Göransson      | Västbris           |          |       |         |          |
| 2000             | Goose II           | Mats Johansson        | Mumm 36            |          |       |         |          |
| 2001             | Baby Grand Piano   | Hans Wang             | One Off            | NOR 8090 |       | Norge   |          |
| 2002             | Baby Grand Piano   | Hans Wang             | One Off            | NOR 8090 |       | Norge   |          |
| 2003             | Albatross Segel    | Bengt Falkenberg      | First 36.7         | SWE 8845 |       | Sverige | 5:51:43  |
| 2004             | Caran, Lady Godiva | Anders Dahlsjö        | Dominant 105       | SWE 11   |       | Sverige |          |
| 2005             | Kracer             | Anders Hansen         | Kracer 30          | SWE-1    |       | Sverige | 09:43:03 |
| 2006             | Oskar              | Hans Oskarsson        | Albin Accent       | S 67     |       | Sverige | 06:47:27 |
| 2007             | Sjöfröken II       | Göran Haglund         | Neptunkryssare     | S 268    | ÄBK   | Sverige | 04:57:02 |
| 2008             | Charlotte          | Mats Johansson        | starbåt            | SWE 8108 | SSKA  | Sverige | 07:52:12 |
| 2009             | Cantana            | Arne Goksöyr          | K 32 Kravell       | S 8192   | SSF   |         | 04:38:39 |
| 2010             | Birgit             | Simon Petersen        | One-Off SP75       | SP 751   | GKSS  | Sverige | 05:04:45 |
| 2011             | Cantana            | Arne Goksöyr          | K 32 Kravell       | S 8192   | SSF   |         | 04:46:52 |
| 2012             | Technova           | Bengt Falkenberg      | First 40           | SWE70    | GKSS  | Sverige | 04:49:01 |
| 2013 Stora banan | Feelgood           | Martin Nilsson        | Salona 37          | SWE 104  | HJBK  | Sverige | 06:56:01 |
| 2013 Lilla banan | Flu                | Carl-Axel Hellman     | J 14               | SWE 0    | MASS  | Sverige | 04:46:20 |